# Championnat du monde de League of Legends 2022
Navigation
Islande 2021 Corée du Sud 2023
Le championnat du monde de League of Legends 2022 est la douzième édition du championnat du monde de League of Legends, tournoi annuel organisé par Riot Games, le développeur du jeu vidéo. La compétition se déroule du 29 septembre au 5 novembre 2022 au Mexique et aux États-Unis. La musique officielle du tournoi est Star Walkin (en) de Lil Nas X.

## Villes et salles
| Mexico, Mexique | États-Unis | États-Unis | États-Unis |
| Mexico, Mexique | New York | Atlanta | San Francisco |
| --- | --- | --- | --- |
| Barrages | Phase de poule et quarts de finale | Demi-finales | Finale |
| Arena Esports Stadium | Hulu Theater | State Farm Arena | Chase Center |
| Capacité : 100 | Capacité : 5 600 | Capacité : 21 000 | Capacité : 18 060 |
| [[Fichier:Mexico location map.svg\|400px\|{{#if:\|{{{alt}}}\|Championnat du monde de League of Legends 2022 est dans la page Mexique.]]Mexico | [[Fichier:Usa edcp (+HI +AK) location map.svg\|400px\|{{#if:\|{{{alt}}}\|Championnat du monde de League of Legends 2022 est dans la page États-Unis.]]New York Atlanta San Francisco | [[Fichier:Usa edcp (+HI +AK) location map.svg\|400px\|{{#if:\|{{{alt}}}\|Championnat du monde de League of Legends 2022 est dans la page États-Unis.]]New York Atlanta San Francisco | [[Fichier:Usa edcp (+HI +AK) location map.svg\|400px\|{{#if:\|{{{alt}}}\|Championnat du monde de League of Legends 2022 est dans la page États-Unis.]]New York Atlanta San Francisco |

## Équipes qualifiées
| Région                             | Championnat                        | Critère de qualification                   | Équipe                             | Abréviation                        |                                    |
| Qualifiées pour la phase de poules | Qualifiées pour la phase de poules | Qualifiées pour la phase de poules         | Qualifiées pour la phase de poules | Qualifiées pour la phase de poules | Qualifiées pour la phase de poules |
| ---------------------------------- | ---------------------------------- | ------------------------------------------ | ---------------------------------- | ---------------------------------- | ---------------------------------- |
| Chine                              | LPL                                | Champion estival de LPL                    | JD Gaming                          | JDG                                |                                    |
| Chine                              | LPL                                | Plus grand nombre de points au championnat | Top Esports                        | TES                                |                                    |
| Chine                              | LPL                                | Vainqueur de la finale régionale           | Edward Gaming                      | EDG                                |                                    |
| Corée du Sud                       | LCK                                | Champion estival de LCK                    | Gen.G                              | GEN                                |                                    |
| Corée du Sud                       | LCK                                | Plus grand nombre de points au championnat | T1                                 | T1                                 |                                    |
| Corée du Sud                       | LCK                                | Vainqueur de la finale régionale           | DWG KIA                            | DK                                 |                                    |
| Europe                             | LEC                                | Champion estival                           | Rogue                              | RGE                                |                                    |
| Europe                             | LEC                                | Finaliste du segment estival               | G2 Esports                         | G2                                 |                                    |
| Amérique du Nord                   | LCS                                | Champion de LCS                            | Cloud9                             | C9                                 |                                    |
| Amérique du Nord                   | LCS                                | Finaliste de LCS                           | 100 Thieves                        | 100                                |                                    |
| TW/HK/MO/SEA                       | PCS                                | Champion estival                           | CTBC Flying Oyster                 | CFO                                |                                    |
| Vietnam                            | VCS                                | Champion estival                           | GAM Esports                        | GAM                                |                                    |
| Qualifiées pour les barrages       |                                    |                                            |                                    |                                    |                                    |
| Chine                              | LPL                                | Finaliste de la finale régionale           | Royal Never Give Up                | RNG                                |                                    |
| Corée du Sud                       | LCK                                | Finaliste de la finale régionale           | DRX                                | DRX                                |                                    |
| Europe                             | LEC                                | Troisième du segment estival               | Fnatic                             | FNC                                |                                    |
| Europe                             | LEC                                | Quatrième du segment estival               | MAD Lions                          | MAD                                |                                    |
| Amérique du Nord                   | LCS                                | Troisième de LCS                           | Evil Geniuses                      | EG                                 |                                    |
| TW/HK/MO/SEA                       | PCS                                | Finaliste du segment estival               | Beyond Gaming                      | BYG                                |                                    |
| Vietnam                            | VCS                                | Finaliste du segment estival               | Saigon Buffalo                     | SGB                                |                                    |
| Brésil                             | CBLOL                              | Champion du segment 2                      | LOUD                               | LLL                                |                                    |
| Japon                              | LJL                                | Champion du segment estival                | DetonatioN FocusMe                 | DFM                                |                                    |
| Amérique latine                    | LLA                                | Champion de LLA                            | Isurus                             | ISG                                |                                    |
| Océanie                            | LCO                                | Champion du segment 2                      | Chiefs Esports Club                | CHF                                |                                    |
| Turquie                            | TCL                                | Champion du segment estival                | Istanbul Wildcats                  | IW                                 |                                    |

## Barrages

### Phase de poules
12 équipes sont qualifiées dans 2 groupes de 6 équipes, basés selon leurs critères de qualification. La phase a lieu sous le format d'un tournoi toutes rondes, où tous les matchs sont joués en une seule manche. Si des équipes se retrouvent avec le même nombre de victoires et de défaites à la fin de la phase de poules, des matchs de tiebreak auront lieu. Une égalité entre deux équipes ne peut pas être résolue par les résultats du face-à-face que ces équipes ont joué, mais l'équipe qui a gagné le face-à-face obtient le choix du camp pour le tiebreak.
La première équipe se qualifie automatiquement pour la phase de poules de l'évènement principal, tandis que les 2e à 4e places de chaque groupe se qualifient pour les matchs à élimination directe, la 2e place étant directement qualificative pour le match 2 de ces derniers. Les deux dernières équipes sont éliminées.

#### Groupe A
| 1 | Fnatic              | FNC | ~ | V | D | V | V | V | 4 | 1 |   |   |
| 2 | Evil Geniuses       | EG  | D | ~ | V | D | V | V | 3 | 2 | V | V |
| 3 | LOUD                | LLL | V | D | ~ | V | D | V | 3 | 2 |   | D |
| 4 | DetonatioN FocusMe  | DFM | D | V | D | ~ | V | V | 3 | 2 | D |   |
| 5 | Beyond Gaming       | BYG | D | D | V | D | ~ | V | 2 | 3 |   |   |
| 6 | Chiefs Esports Club | CHF | D | D | D | D | D | ~ | 0 | 5 |   |   |

Evil Geniuses, LOUD et DetonatioN FocusMe étaient 3 à se battre pour la seconde place du groupe. Comme le placement dans les matchs de tiebreak est déterminé par le temps de jeu combiné des victoires de chaque équipe, LOUD n'a eu à jouer que le deuxième match de tiebreak.

#### Groupe B
| 1 | DRX                 | DRX | ~ | V | V | V | V | V | 5 | 0 |
| 2 | Royal Never Give Up | RNG | D | ~ | V | V | V | V | 4 | 1 |
| 3 | MAD Lions           | MAD | D | D | ~ | V | V | V | 3 | 2 |
| 4 | Saigon Buffalo      | SGB | D | D | D | ~ | V | V | 2 | 3 |
| 5 | Isurus              | ISG | D | D | D | D | ~ | V | 1 | 4 |
| 6 | Istanbul Wildcats   | IW  | D | D | D | D | D | ~ | 0 | 5 |

### Phase de qualification
Les équipes classées à la 3e place de la phase de groupe affrontent les équipes classées à la 4e place du même groupe lors du match 1. Le vainqueur affrontera l'équipe classée deuxième de l'autre groupe lors du match 2. Les matchs sont à élimination simple et se jouent en 5 manches. Les vainqueurs du match 2 de chaque branche se qualifient pour la phase de poules de l'événement principal.

#### Branche B2-A3-A4
|  | 3 octobre | 3 octobre          | 3 octobre |  |  | 4 octobre | 4 octobre           | 4 octobre |
|  |           |                    |           |  |  |           |                     |           |
|  |           |                    |           |  |  | B2        | Royal Never Give Up | 3         |
|  | A3        | LOUD               | 1         |  |  | A4        | DetonatioN FocusMe  | 1         |
|  | A4        | DetonatioN FocusMe | 3         |  |  |           |                     |           |

#### Branche A2-B3-B4
|  | 3 octobre | 3 octobre      | 3 octobre |  |  | 4 octobre | 4 octobre     | 4 octobre |
|  |           |                |           |  |  |           |               |           |
|  |           |                |           |  |  | A2        | Evil Geniuses | 3         |
|  | B3        | MAD Lions      | 3         |  |  | B3        | MAD Lions     | 0         |
|  | B4        | Saigon Buffalo | 1         |  |  |           |               |           |

## Phase de poules
16 équipes sont qualifiées dans 4 groupes de 4 équipes, basés selon leurs critères de qualification. Deux équipes de la même région ne peuvent pas être dans la même poule. La phase a lieu sous le format d'un tournoi à deux tours, où tous les matchs sont joués en une seule manche. Si des équipes se retrouvent avec le même nombre de victoires et de défaites à la fin de la phase de poules, des matchs de tiebreak auront lieu. Une égalité entre deux équipes ne peut pas être résolue par les résultats du face-à-face que ces équipes ont joué, mais l'équipe qui a gagné le face-à-face obtient le choix du camp pour le tiebreak.
Les deux premières équipes se qualifie pour la phase finale et les deux dernières équipes sont éliminées.

### Groupe A
| 1 | T1            | T1  |     | 2–0 | 1–1 | 2–0 | 5 | 1 |
| 2 | Edward Gaming | EDG | 0–2 |     | 2–0 | 2–0 | 4 | 2 |
| 3 | Fnatic        | FNC | 1–1 | 0–2 |     | 1–1 | 2 | 4 |
| 4 | Cloud9        | C9  | 0–2 | 0–2 | 1–1 |     | 1 | 5 |

Fnatic, EDG et T1 réalisent une phase de matchs allers convaincante, finissant tous en 2-1 avec notamment la victoire surprise de Fnatic sur le géant coréen. C9 quant à eux ratent le coche et finissent les matchs allers en 0-3. La journée des matchs retours démarre par la victoire de C9 face à Fnatic rendant la qualification européenne très difficile. T1, comme à son habitude réalise un perfect-day tandis qu'EDG assure la qualification en tant que second seed en s'imposant face aux occidentaux C9 et Fnatic. 

### Groupe B
| 1 | JD Gaming     | JDG |     | 1–1 | 2–0 | 2–0 | 5 | 1 | V |
| 2 | DWG KIA       | DK  | 1–1 |     | 2–0 | 2–0 | 5 | 1 | D |
| 3 | G2 Esports    | G2  | 0–2 | 0–2 |     | 1–1 | 1 | 5 |   |
| 3 | Evil Geniuses | EG  | 0–2 | 0–2 | 1–1 |     | 1 | 5 |   |

Les matchs allers confirment le statut prévu des équipes. JDG signe un 3-0 sans être vraiment inquiétés alors que Evil Geniuses n'obtient pas une seule victoire. DWG KIA domine complètement G2 Esports et finit en 2-1. La journée des matchs retours est marquée par l'excellente performance des coréens avec 3 victoires. JD Gaming assure le tie-break en dominant G2 et Evil Geniuses. Les américains prennent le meilleur sur les européens et égalisent leur score de 1-5.
Le tie-break opposant DWG KIA et JD Gaming est remporté par les chinois de JDG après un match disputé.

### Groupe C
| 1 | DRX         | DRX |     | 1–1 | 1–1 | 2–0 | 4 | 2 | V |
| 2 | Rogue       | RGE | 1–1 |     | 1–1 | 2–0 | 4 | 2 | D |
| 3 | Top Esports | TES | 1–1 | 1–1 |     | 1–1 | 3 | 3 |   |
| 4 | GAM Esports | GAM | 0–2 | 0–2 | 1–1 |     | 1 | 5 |   |

Les matchs allers sont marqués par l'excellente performance de Rogue, qui bat tous ses adversaires dont Top Esports, pourtant prétendant sérieux au titre mondial. Le Seed 2 de la LPL remporte ses deux autres parties, tandis que DRX doit se contenter d'une seule victoire contre GAM Esports, l'équipe vietnamienne finissant en 0-3. Les équipes offrent un visage très différent lors des matchs retour : cette fois-ci, ce sont les coréens DRX qui battent tous leurs adversaires, tandis que Rogue, battu par ces derniers et Top Esports, n'obtient qu'une victoire contre GAM Esports, ce qui met DRX et Rogue à égalité avec un score de 4-2. De leur côté, les Top Esports se font, à la surprise générale, renverser par les GAM déjà éliminés au terme d'une partie à rebondissements : cette défaite ramène leur score à 3-3 et les élimine prématurément de la compétition. 
DRX remporte son tie-break en battant à nouveau Rogue et sécurise la place de premier du groupe C.

### Groupe D
| 1 | Gen.G               | GEN |     | 1–1 | 2–0 | 2–0 | 5 | 1 | V |
| 2 | Royal Never Give Up | RNG | 1–1 |     | 2–0 | 2–0 | 5 | 1 | D |
| 3 | CTBC Flying Oyster  | CFO | 0–2 | 0–2 |     | 1–1 | 1 | 5 |   |
| 3 | 100 Thieves         | 100 | 0–2 | 0–2 | 1–1 |     | 1 | 5 |   |

Pour la première journée, RNG se hisse en tête du groupe en battant tous ses adversaires, avec Gen.G sur ses talons, tandis que les 100 Thieves tombent face aux CTBC Flying Oysters et finissent derniers. Lors des matchs retours, c'est l'équipe coréenne qui remporte toutes ses rencontres quand RNG n'obtient que deux victoires, plaçant les deux équipes à égalité avec un score de 5-1. Bien que tous les deux éliminés, les 100 Thieves prennent leur revanche sur les CTBC et les deux équipes finissent sur un score de 1-5 à l'opposé des deux équipes qualifiées.
Lors du tie-break, Gen.G l'emporte face à RNG et s'arroge la place de premier du groupe.

## Phase finale
|  | Quarts de finale | Quarts de finale |           |   | Demi-finales | Demi-finales |  |  | Finale     | Finale     |
|  | Quarts de finale | Quarts de finale |           |   | Demi-finales | Demi-finales |  |  | Finale     | Finale     |
|  |                  |                  |           |   |              |              |  |  |            |            |
|  | 20 octobre       | 20 octobre       |           |   | 29 octobre   | 29 octobre   |  |  | 5 novembre | 5 novembre |
|  | 20 octobre       | 20 octobre       |           |   | 29 octobre   | 29 octobre   |  |  | 5 novembre | 5 novembre |
|  | JD Gaming        | 3                |           |   | 29 octobre   | 29 octobre   |  |  | 5 novembre | 5 novembre |
|  | JD Gaming        | 3                |           |   | 29 octobre   | 29 octobre   |  |  | 5 novembre | 5 novembre |
|  | Rogue            | 0                |           |   | 29 octobre   | 29 octobre   |  |  | 5 novembre | 5 novembre |
|  | Rogue            | 0                | JD Gaming | 1 |              |              |  |  | 5 novembre | 5 novembre |
|  | 21 octobre       |                  | JD Gaming | 1 |              |              |  |  | 5 novembre | 5 novembre |
|  |                  | T1               | 3         |   |              |              |  |  | 5 novembre | 5 novembre |
|  | T1               | T1               | 3         | 3 |              |              |  |  | 5 novembre | 5 novembre |
|  | T1               |                  |           | 3 |              |              |  |  | 5 novembre | 5 novembre |
|  | RNG              | 0                |           |   |              |              |  |  | 5 novembre | 5 novembre |
|  | RNG              | 0                | T1        | 2 |              |              |  |  |            |            |
|  | 22 octobre       |                  | T1        | 2 |              |              |  |  |            |            |
|  |                  | DRX              | 3         |   |              |              |  |  |            |            |
|  | Gen.G            | DRX              | 3         | 3 |              |              |  |  |            |            |
|  | Gen.G            | 30 octobre       |           | 3 |              |              |  |  |            |            |
|  | DWG KIA          | 2                |           |   |              |              |  |  |            |            |
|  | DWG KIA          | 2                | Gen.G     | 1 |              |              |  |  |            |            |
|  | 23 octobre       |                  | Gen.G     | 1 |              |              |  |  |            |            |
|  |                  | DRX              | 3         |   |              |              |  |  |            |            |
|  | DRX              | DRX              | 3         | 3 |              |              |  |  |            |            |
|  | DRX              |                  |           | 3 |              |              |  |  |            |            |
|  | Edward Gaming    | 2                |           |   |              |              |  |  |            |            |
|  | Edward Gaming    | 2                |           |   |              |              |  |  |            |            |

Comme attendu, les équipes chinoises et sud-coréennes remplissent le tableau de la phase finale. Seule Rogue, équipe européenne, les accompagne dans le tableau final. Après l'élimination de Rogue en quart de finale, la domination asiatique est confirmée et est expliquée par de multiples facteurs : le niveau individuel, un réservoir de joueurs importants qui jouent dans leur langue maternelle, un entraînement de meilleure qualité ou encore le professionnalisme.
Le premier quart de finale oppose Rogue à JDG, et la différence de niveau entre les deux équipes est alors manifeste : jamais inquiétés, les JDG déroulent leur jeu en profitant des approximations de leurs adversaires et plient la rencontre en trois victoires nettes et sans appel. 
Le second quart de finale oppose T1 à RNG, et si l'équipe coréenne remporte aisément sa première partie, la seconde semble plus mal embarquée. Cependant, T1 parvient à remonter un retard important et à la remporter elle aussi sur plusieurs combats d'équipe maîtrisés, avant de survoler la troisième et de s'imposer 3-0, comme son futur adversaire de demi-finale JDG. 
Dans l'autre moitié de l'arbre, pour le troisième quart de finale, Gen.G domine DWG KIA pendant les deux premières parties avant que les champions du monde 2020 ne se ressaisissent et parviennent à égaliser, grâce aux performances impressionnantes de Geon-bu « Canyon » Kim dans la jungle. Finalement, Gen.G remporte une cinquième manche explosive et se qualifie pour les demi-finales. 
La dernière demi-finale oppose les « petits » DRX aux champions du monde en titre EDG. Après deux défaites initiales (dont la deuxième se jouant à quelques secondes), Deft et ses coéquipiers ne se laissent pas abattre et enchainent les victoires tandis que leurs adversaires sombrent pour conclure un reverse sweep (perdre les deux premiers matchs puis gagner les trois suivants et remporter la rencontre) impressionnant, asseyant là leur statut de challenger sérieux au titre suprême. 
En demi-finale, T1 et Sang-Hyeok « Faker » Lee dominent les Chinois de JDG pour se qualifier pour leur cinquième finale des championnats du monde de League of Legends. En éliminant les derniers représentants chinois, T1 assure un succès sud-coréen et met fin à une série de la ligue chinoise, la LPL, qui avait un représentant dans toutes les finales depuis 2017. Dans la deuxième demi-finale, DRX crée la surprise en dominant Chovy et les Gen.G sur le score de trois parties à une. Qualifiée de dernière minute avec la quatrième place qualificative sud-coréenne, DRX élimine les favoris de la compétition et devient la première équipe à atteindre la finale en commençant la compétition par le tour préliminaire.Après une élimination en demi-finale en 2014 et cinq en quarts de finale en 2015, 2016, 2018, 2020 et 2021, Hyuk-Kyu « Deft » Kim, vétéran de 26 ans, se qualifie pour la première fois en finale. Transfuge de l'inter-saison, son coéquipier Geon-Hee « BeryL » Cho dispute sa troisième finale consécutive.
Après une finale extrêmement serrée, DRX remporte le titre à la surprise générale sur le score de 3 à 2, au bout d'une dernière manche rocambolesque accompagnée d'une tension extrême.

## Face à face
Deft et Faker présentent une série de points communs qui ont été mis en avant dans les médias avant la finale. Les deux joueurs sont âgés, respectivement 27 et 26 ans. Faker est le premier joueur à avoir atteint 1000 puis 2000 kill, devançant Deft de quelques mois, mais Deft atteint le 3000ème kill en février 2022, devançant Faker de quelques mois. Deft et Faker ont atteint leur millième partie en pro respectivement début et mi-février 2022, et ils étaient dans le même lycée, à Mapo.